# Groß Ippener
Groß Ippener is een gemeente in de Duitse deelstaat Nedersaksen. De gemeente maakt deel uit van de Samtgemeinde Harpstedt in het Landkreis Oldenburg. Groß Ippener telt 975 inwoners.
Zie verder: Samtgemeinde Harpstedt.
- Gemeinsame Normdatei: 10154901-5
- Virtual International Authority File: 152285954
- WorldCat: E39PBJbxGPHKKQGPqbG7B9FxjC

Beckeln · 
Colnrade · 
Dötlingen · 
Dünsen · 
Ganderkesee · 
Groß Ippener · 
Großenkneten · 
Harpstedt · 
Hatten · 
Hude (Oldb) · 
Kirchseelte · 
Prinzhöfte · 
Wardenburg · 
Wildeshausen · 
Winkelsett